# شجاع (اسم)
شجاع هو اسم علم مذكر من أصل عربي، ومعناه هو الجريء المقدام الشديد القلب والشجاع؛ وكذلك ضرب من الحيات ولا يريدونه.

## شخصيات تحمل الاسم
- شجاع الدين التركستاني
- شجاع الذويبي
- شجاع بن الوليد (أحد رواة الحديث النبوي)
- شجاع بن وهب
- شجاع شاه الدراني (4 نوفمبر 1785 – 5 أبريل 1842)

## وصلات خارجية
- موسوعة السلطان قابوس لأسماء العرب نسخة محفوظة 5 أبريل 2019 على موقع واي باك مشين.